# Baloxavirmarboxil
Baloxavirmarboxil ist ein virostatisch wirksamer Arzneistoff, der gegen das Grippevirus vom Typ A als auch vom Typ B wirksam ist. Die Wirkung beruht auf dem erstmals therapeutisch genutztem Mechanismus der Hemmung eines frühen Schrittes im Replikationszyklus des Virus, indem es die CAP-abhängige Endonuklease PA hemmt.
Unter dem Handelsnamen Xofluza wurde Baloxavirmarboxil 2018 in Japan und in den USA zur Behandlung der saisonalen Influenza zugelassen, im Januar 2021 erfolgte die Zulassung in der EU. Entwickelt wurde das Mittel von dem japanischen Unternehmen Shionogi Seiyaku, ab 2016 in Kooperation mit Roche. In der multizentrischen dreiarmigen klinischen Studie CAPSTONE-1 mit mehr als 1400 Influenzapatienten im Alter von 12 bis 64 Jahren wurde die therapeutische Wirksamkeit einer Einmalgabe Baloxavirmarboxil im direkten Vergleich mit einer fünftägigen Oseltamivir-Behandlung und Placebo untersucht.

## Markt in Deutschland
Basierend auf einer „frühen Nutzenbewertung“ des Instituts für Qualität und Wirtschaftlichkeit im Gesundheitswesen (IQWiG) gemäß § 35a SGB V hatte der Gemeinsame Bundesausschuss im August 2021 attestiert, dass ein Zusatznutzen lediglich in der Postexpositionsprophylaxe ohne Anwendung der Vergleichstherapie, nicht hingegen in der Behandlung einer unkomplizierten Influenza, bestehe. Im Oktober 2021 nahm Roche das Mittel daraufhin in Deutschland aus der Regelversorgung.